# بیرچا
بیرچا (به لهستانی:  Bircza) یک روستا در لهستان است که در گمینا بیرچا واقع شده‌است. بیرچا ۱٬۰۰۰ نفر جمعیت دارد.